# Pronombre débil en catalán
En catalán, se usa el término tradicional pronombres débiles (o pronoms febles) para referirse a un conjunto de proformas átonas monosílabas. El hecho de ser átonas significa que siempre se pronuncian formando grupo fónico con el verbo al que complementan. Morfológicamente son clíticos verbales, por lo que se sitúan inmediatamente delante o detrás del verbo, nunca solos o acompañando a algún otro elemento de la oración.

## Lista de pronombres débiles
Los pronombres débiles de la lengua catalana incluyen proformas nominales o pronombres: 
- em / me / m' / 'm: similar al pronombre me del español.
em fa mal 'me hace daño', no vol ajudar-me 'no quiere ayudarme', '''me''n vaig 'me voy [de aquí]', Ajuda 'm! '¡Ayúdame!'
- et / te / t' / 't: similar al pronombre te del español.
- ens / 'ns / nos: similar al pronombre nos del español.
- us / vos: similar al pronombre os del español.
- es / se / s' / 's : similar al pronombre se del español.
- el / lo / l' / 'l : similar al pronombre lo del español.
- la / l' : similar al pronombre la del español.
- li: complemento indirecto singular, similar al pronombre le del español.
- els / los / 'ls : puede corresponder al los o al les del español, según si es objeto directo masculino plural, o bien objeto indirecto plural de cualquiera de los dos géneros.
- les: similar al pronombre las del español.
- ho: complemento directo neutro (esto, aquello) o proposiciones subordinadas sustantivas de complemento directo.

Y proformas no nominales como:
- en / ne / n' / 'n : pronombre partitivo similar al ne del italiano o al en del francés. También puede funcionar como un adverbio de origen que correspondería a "desde allí".
- hi: similar al pronombre ci del italiano o al y del francés. Funciona como un adverbio de lugar o dirección que correspondería a "allí" o "hacia allí".

## Variantes posicionales
La mayoría de estos pronombres débiles pueden presentar hasta cuatro formas distintas, según la posición en relación con el verbo y la manera en que se enlazan. Estas formas se denominan así:
- Forma plena: la consonante va seguida de la vocal.
- Forma reforzada: la vocal va seguida de la consonante o consonantes.
- Forma elidida: solo la consonante seguida del apóstrofo.
- Forma reducida: solo el apóstrofo seguido de la consonantes o consonantes.

A continuación se muestra la tabla con las formas existentes por cada pronombre:
| Plena [enclítico] | Reforzada [proclítico] | Elidida [proclítico] | Reducida [enclítico] |
| ----------------- | ---------------------- | -------------------- | -------------------- |
| me                | em                     | m'                   | 'm                   |
| te                | et                     | t'                   | 't                   |
| se                | es                     | s'                   | 's                   |
| lo                | el                     | l'                   | 'l                   |
| la                | -                      | l'                   | -                    |
| los               | els                    | -                    | 'ls                  |
| les               | -                      | -                    | -                    |
| ne                | en                     | n'                   | 'n                   |
| ho                | -                      | -                    | -                    |
| li                | -                      | -                    | -                    |
| hi                | -                      | -                    | -                    |
| nos               | ens                    | -                    | 'ns                  |
| vos               | us                     | -                    | -                    |

Cuando se combinan dos pronombres débiles, la forma resultante difiere de la que aparece en la tabla superior. Véase Combinación de pronombres débiles en catalán. Estas formas son muy similares a los pronombres átonos del occitano (me, te; lo, la, los, las, ne, o, li...).

## Combinaciones de pronombres débiles
El siguiente cuadro resume las diferentes combinaciones de pronombres débiles, proporcionando detalle sobre los pronombres del catalán en la gramática catalana. 
El catalán presenta un patrón complejo de combinaciones de pronombres débiles. El siguiente diagrama representa este patrón detalladamente. En cada cuadro del diagrama se presentan las distintas formas en este orden:
1. Forma usada antes de un verbo que empieza por vocal o h
2. Forma usada antes de un verbo que empieza por consonante (en negrita)
3. Forma usada después de un verbo que termina en una vocal que no sea u (en cursiva)
4. Forma usada después de un verbo que termina en consonante o en u (en negrita y cursiva)

|     | EM                         | ET               | EL                           | LA                           | HO                    | LI                    | ES | HI                    | EN                           | ENS                    | US                   | ELS                      | LES                      |
| --- | -------------------------- | ---------------- | ---------------------------- | ---------------------------- | --------------------- | --------------------- | -- | --------------------- | ---------------------------- | ---------------------- | -------------------- | ------------------------ | ------------------------ |
| EM  |                            |                  | me l' me'l -me'l             | me l' me la -me-la           | m'ho -m'ho            | me li -me-li          |    | m'hi -m'hi            | me n' me'n -me'n             |                        |                      | me'ls -me'ls             | me les -me-les           |
| ET  |                            |                  | te l' te'l -te'l             | te l' te la -te-la           | t'ho -t'ho            | te li -te-li          |    | t'hi -t'hi            | te n' te'n -te'n             | te'ns -te'ns           |                      | te'ls -te'ls             | te les -te-les           |
| EL  |                            |                  |                              |                              |                       |                       |    | l'hi -l'hi            | el n' l'en -l'en             |                        |                      |                          |                          |
| LA  |                            |                  |                              |                              |                       |                       |    | la hi -la-hi          | la n' la'n -la'n             |                        |                      |                          |                          |
| HO  |                            |                  |                              |                              |                       |                       |    | l'hi -l'hi            |                              |                        |                      |                          |                          |
| LI  | m'hi -m'hi                 | t'hi -t'hi       | li l' li'l -li'l             | li l' li la -li-la           | li ho -li-ho          |                       |    | li hi -li-hi          | li n' li'n -li'n             |                        |                      | li'ls -li'ls             | li les -li-les           |
| ES  | se m' se'm -se'm           | se t' se't -se't | se l' se'l -se'l             | se l' se la -se-la           | s'ho -s'ho            | se li -se-li          |    | s'hi -s'hi            | se n' se'n -se'n             | se'ns -se'ns           | se us -se-us         | se'ls -se'ls             | se les -se-les           |
| HI  |                            |                  |                              |                              |                       |                       |    |                       |                              |                        |                      |                          |                          |
| EN  |                            |                  |                              |                              |                       |                       |    | n'hi -n'hi            |                              |                        |                      |                          |                          |
| ENS |                            |                  | ens l' ens el 'ns-el -nos-el | ens l' ens la 'ns-la -nos-el | ens ho 'ns ho nos ho  | ens li 'ns li -nos-li |    | ens hi 'ns-hi nos-li  | ens n' ens en 'ns-en -nos-en |                        |                      | ens els 'ns els -nos-els | ens les 'ns-les -nos-les |
| US  | us m' us em -us-em -vos-em |                  | us l' us el -us-el           | us la -us-la -vos-la         | us ho -us-ho -vos-ho  | us li -us-li -vos-li  |    | us hi -us-hi -vos-hi  | us n' us en -us-en -vos-en   | us ens -us-ens -vos-en |                      | us els -us-els -vos-els  | us les -us-les -vos-les  |
| ELS | m'hi -m'hi                 | t'hi -t'hi       | els l' els el 'ls el -los-el | els l' els la 'ls-la -los-la | els ho 'ls ho -los-ho |                       |    | els hi 'ls-hi -los-hi | els n' els en 'ls en -los-en | ens hi 'ns hi -nos-hi  | us hi -us-hi -vos-hi | els els 'ls-els -los-els | els les 'ls-les -los-les |
| LES |                            |                  |                              |                              |                       |                       |    | les hi -les-hi        | les n' les en -les-en        |                        |                      |                          |                          |